# Грабское
Грабское (укр. Грабське) — посёлок в Амвросиевском районе Донецкой области Украины. Находится под контролем самопровозглашённой Донецкой Народной Республики.

## География

#### Соседние населённые пункты по странам света
С: Кобзари, Придорожное, Зелёное
СЗ: Грузско-Ломовка
СВ: город Иловайск, Виноградное
З:  город Моспино
В: Третяки
ЮЗ: Бирюки
ЮВ: Полтавское, Агрономичное
Ю: Новодворское

## Население
Население по переписи 2001 года составляло 574 человека.

## Общая информация
Почтовый индекс — 87311. Телефонный код — 6259. Код КОАТУУ — 1420685404.

## Местный совет
87311, Донецкая область, Амвросиевский район, с. Многополье, ул.Школьная, 4; тел. 37-5-13.